# (8824) Genta
Pour les articles homonymes, voir Genta.
(8824) Genta est un astéroïde de la ceinture principale.

## Description
(8824) Genta est un astéroïde de la ceinture principale. Il fut découvert le 18 janvier 1988 à Kushiro par Masanori Matsuyama et Kazuro Watanabe. Il présente une orbite caractérisée par un demi-grand axe de 2,80 UA, une excentricité de 0,17 et une inclinaison de 7,0° par rapport à l'écliptique.

## Compléments